# Un mundo aparte
A World Apart (Un mundo aparte) es una película de género de drama dirigida por Chris Menges y estrenada en 1988. Contó con la actuación de Barbara Hershey, David Suchet, Jeroen Krabbé, Paul Freeman, Tim Roth y Jodhi May. Escrita por Shawn Slovo, fue basada en la obra original de Ruth First y Joe Slovo.

## Sinopsis
A principios de los sesenta, un matrimonio blanco es acosado y perseguido en Sudáfrica por hacer pública su postura antisegregacionista. El apartheid en el país es un movimiento con mucha fuerza, y el gobierno considera una amenaza que una periodista blanca comience a protestar contra la segregación racial.

## Reparto
- Barbara Hershey – Diana Roth
- Jodhi May – Molly Roth
- Jeroen Krabbé – Gus Roth
- Linda Mvusi – Elsie
- Nadine Chalmers – Yvonne Abelson
- Kate Fitzpatrick – June Abelson
- Tim Roth – Harold
- Carolyn Clayton-Cragg – Myriam Roth
- Yvonne Bryceland – Bertha
- Merav Gruer – Jude Roth
- Paul Freeman – Kruger
- Rosalie Crutchley – Mrs. Harris
- Adrian Dunbar – Le Roux
- David Suchet – Muller
- Jude Akuwudike – Priest
- Nomaziko Zondo – Thandile

## Reconocimiento
- 1989: Ganador – BAFTA al mejor guion para Shawn Slovo
- 1989: Nominado – BAFTA al mejor actor de reparto para David Suchet
- 1988: Ganadora – Festival de Cannes a la mejor actriz para Jodhi May, Barbara Hershey y  Linda Mvusi[1]
- 1988: Nominada – Festival de Cannes Palma de oro[1]
- 1988: Ganadora – Festival de Cannes, Premio del Jurado: Chris Menges